# Piękny drań
Piękny drań (ang. Handsome Devil) – irlandzki film dramatyczny z 2016 roku w reżyserii Johna Butlera, wyprodukowany przez wytwórnię Treasure Entertainment. Zdjęcia kręcono w dzielnicy Castleknock na przedmieściach Dublina.
Premiera filmu odbyła się 11 września 2016 roku podczas 41. Międzynarodowego Festiwalu Filmowego w Toronto. Siedem miesięcy później film pojawił się 21 kwietnia 2017 w Irlandii oraz 12 maja w Polsce.

## Fabuła
Film opisuje historię wrażliwego nastolatka Neda, którego prześladuje pech. Rudowłosy chłopak prześladowany jest przez łobuzów ze szkolnej drużyny rugby. Kiedy Ned dowiaduje się, że w tym roku jego współlokatorem w internacie będzie wyrzucony z poprzedniej szkoły za bójki rugbysta Conor, jest przerażony. Wydaje się, że kompletnie różni chłopcy nigdy nie dojdą do porozumienia, ale do akcji wkracza młody angielski nauczyciel Dan Sherry, który wymyśla dla Neda i Conora zadanie, aby zmusić ich do współpracy.

## Obsada
- Nicholas Galitzine jako Conor
- Fionn O’Shea jako Ned
- Andrew Scott jako Dan Sherry
- Moe Dunford jako Pascal
- Michael McElhatton jako Walter Curly
- Ruairi O’Connor jako Weasel
- Mark Lavery jako Wallace
- Jay Duffy jako Victor
- Jamie Hallahan jako Spainer

## Odbiór

### Krytyka w mediach
Film Piękny drań spotkał się z pozytywnymi recenzjami od krytyków. W serwisie Rotten Tomatoes średnia ocen filmu wyniosła 83% ze średnią oceną 6,4 na 10. Na portalu Metacritic średnia ocen wyniosła 59 punktów na 100.